# Società Sportiva Pro Ponte 1939-1940
Questa voce raccoglie le informazioni riguardanti la Società Sportiva Pro Ponte nelle competizioni ufficiali della stagione 1939-1940.

## Rosa
| N. |                   | Ruolo | Calciatore        |
| -- | ----------------- | ----- | ----------------- |
|    | Italia (bandiera) | D     | Arnaldo Benigni   |
|    | Italia (bandiera) | A     | Aimo Boscarolo    |
|    | Italia (bandiera) | C     | Gino Broletti     |
|    | Italia (bandiera) | D     | Giuseppe Cagnoni  |
|    | Italia (bandiera) | C     | Costante Ceresoli |
|    | Italia (bandiera) | D     | Giuseppe Cicolari |
|    | Italia (bandiera) | P     | Pietro Dentella   |
|    | Italia (bandiera) | C     | Luigi Fosti       |
|    | Italia (bandiera) | C     | Primo Fracassetti |
|    | Italia (bandiera) | C     | Giuseppe Guerini  |
|    | Italia (bandiera) | A     | Pietro Locatelli  |

| N. |                   | Ruolo | Calciatore        |
| -- | ----------------- | ----- | ----------------- |
|    | Italia (bandiera) | C     | Tristano Marchesi |
|    | Italia (bandiera) | A     | P. Massa          |
|    | Italia (bandiera) | A     | C. Pandolfi       |
|    | Italia (bandiera) | C     | L. Pedrini        |
|    | Italia (bandiera) | D     | Bruno Raimondi    |
|    | Italia (bandiera) | A     | Carlo Redaelli    |
|    | Italia (bandiera) | P     | Giacomo Roncalli  |
|    | Italia (bandiera) | C     | Guido Sala        |
|    | Italia (bandiera) | C     | Pietro Samuello   |
|    | Italia (bandiera) | D     | Angelo Tosi       |